# بوژتیچی
بوژتیچی (به صربی: Božetići) یک منطقهٔ مسکونی در صربستان است که در نووا واروش واقع شده‌است. بوژتیچی ۳۹۲ نفر جمعیت دارد.